# Herbert Rappaport
Herbert Jacob Otto Rappaport (ros. Ге́рберт Морицевич Раппапо́рт, Gierbert Moricewicz Rappaport; ur. 1908, zm. 1983) – radziecki reżyser filmowy pochodzenia austriackiego. Trzykrotny laureat Nagrody Stalinowskiej. Pochowany na Cmentarzu Centralnym w Wiedniu

## Wybrana filmografia
- 1940: Muzyka i miłość[1]
- 1942: Wojenny almanach filmowy nr 12
- 1943: Skrzydlaty dorożkarz[2]
- 1947: Decyzja prof. Milasa[3]
- 1949: Historia jednego wynalazku[4]
- 1951: Światła w Koordi[5]

## Nagrody i odznaczenia
- 1947: Zasłużony Działacz Sztuk Estońskiej SRR
- 1948: Nagroda Stalinowska za film Decyzja prof. Milasa
- 1951: Nagroda Stalinowska za film Aleksandr Popow
- 1952: Nagroda Stalinowska za film Światła w Koordi